# Hyperbaena lindmanii
Hyperbaena lindmanii är en tvåhjärtbladig växtart som beskrevs av Ignatz Urban. Hyperbaena lindmanii ingår i släktet Hyperbaena och familjen Menispermaceae. Inga underarter finns listade i Catalogue of Life.